# Riham El Hour
Riham O Hour (nascida em 1977, em Kenitra) é uma desenhista caricaturista marroquina. Começou sua carreira depois de ganhar um concurso da UNESCO, no ano 2000, convertendo-se na primeira mulher caricaturista de Marrocos.  

## Trajetória
Nascida em Kenitra, cidade do norte do Marrocos, de origem palestiniana, sua obra inspira-se na tradição de caricatura no Oriente Médio. Apaixonada pelo desenho desde pequena, tinha o costume de fazer desenhos de seus professores e colegas de escola. Quando foi à universidade não escolheu Belas Artes, mas a carreira de Literatura árabe, na Faculdade de Letras da Universidade Ibn Tofail, em Kenitra. Nesta época, manteve-se em contacto com o desenho e a arte através das atividades culturais.
Em 2000, ganhou um concurso da UNESCO sobre proteção ao patrimônio cultural. Foi quando descobriu realmente a caricatura e se iniciou nesse domínio. Encontrou-se então com Larbi Sebbane, um dos caricaturistas históricos do Marrocos. 
Em 2002, participou nas jornadas nacionais de caricatura marroquina, sendo a primeira mulher dedicada a esta profissão em seu país.
Em 2005 e 2006, recebeu o prêmio de honra nas duas primeiras exposições em Damasco, capital da Síria. Em 2007, representou o Marrocos na exposição de Santomera, na Espanha. 
Em 2011, quando nasceu a União de Caricaturistas Profissionais de Marrocos, organização criada "com o objetivo de federar aos desenhistas e criar um espaço de diálogo e de intercâmbio, e defender os caricaturistas censurados". Ela era a única mulher que fazia parte da mesma.
Começou a publicar seus primeiros trabalhos no Al Alam, depois no jornal local de Kenitra Al Mintaka, colaborou com algumas revistas dedicadas ao público feminino, como Citadine e Likouli Nissae até chegar a Rissalat Al Ouma, jornal da União Constitucional em que trabalha atualmente. Também realiza exposições sobre sua obra.
Em 2016, foi indicada pela BBC como uma das 100 mulheres mais inspiradoras do mundo. Numa entrevista depois de ter sido selecionada, explicou que seu objetivo era trabalhar num meio de comunicação de grande audiência, mas estes meios ainda eram aversos a aceitar uma mulher como caricaturista.